# Пнеуматофора
Пнеуматофора (грч. πνεύμα – дах и φόρειη – носити) аерофора, ваздушни корен, вентилациони корен је метаморфоза корена код неких врста биљака које расту на забареним стаништима са недовољно кисеоника у земљишту. То су геотропно негативни коренови који својим врховима вире ван земље. Пнеуматофоре имају врло развијено аеренхимско ткиво, а на врху крупне лентицеле што омогућава продор ваздуха у ткива која су у води. Вентилациони коренови су типични за мангрове као и за врсте рода Sonneratia. 
Неке врсте из породице Cupressaceae развијају сличне структуре које се називају „чемпресова колена“, која су раније сматрана пнеуматофорама. Новијим истраживањима утврђено да немају функцију аерације јер у херметички затвореним коморама нису конзумирале ваздух, а њихово уклањање није доводило до промена на матичној биљци. Функција им није тачно утврђена, а претпоставља се да имају улогу у стабилизацији и подршци стаблима. Ова врста „лажних“ пнеуматофора среће се код родова Taxodium и Metasequoia.